# Ludwigshafen-Mundenheim
Ludwigshafen Mundenheim – stacja kolejowa w Ludwigshafen am Rhein, w kraju związkowym Nadrenia-Palatynat, w Niemczech. Znajdują się tu 2 perony.